# Art toltèque

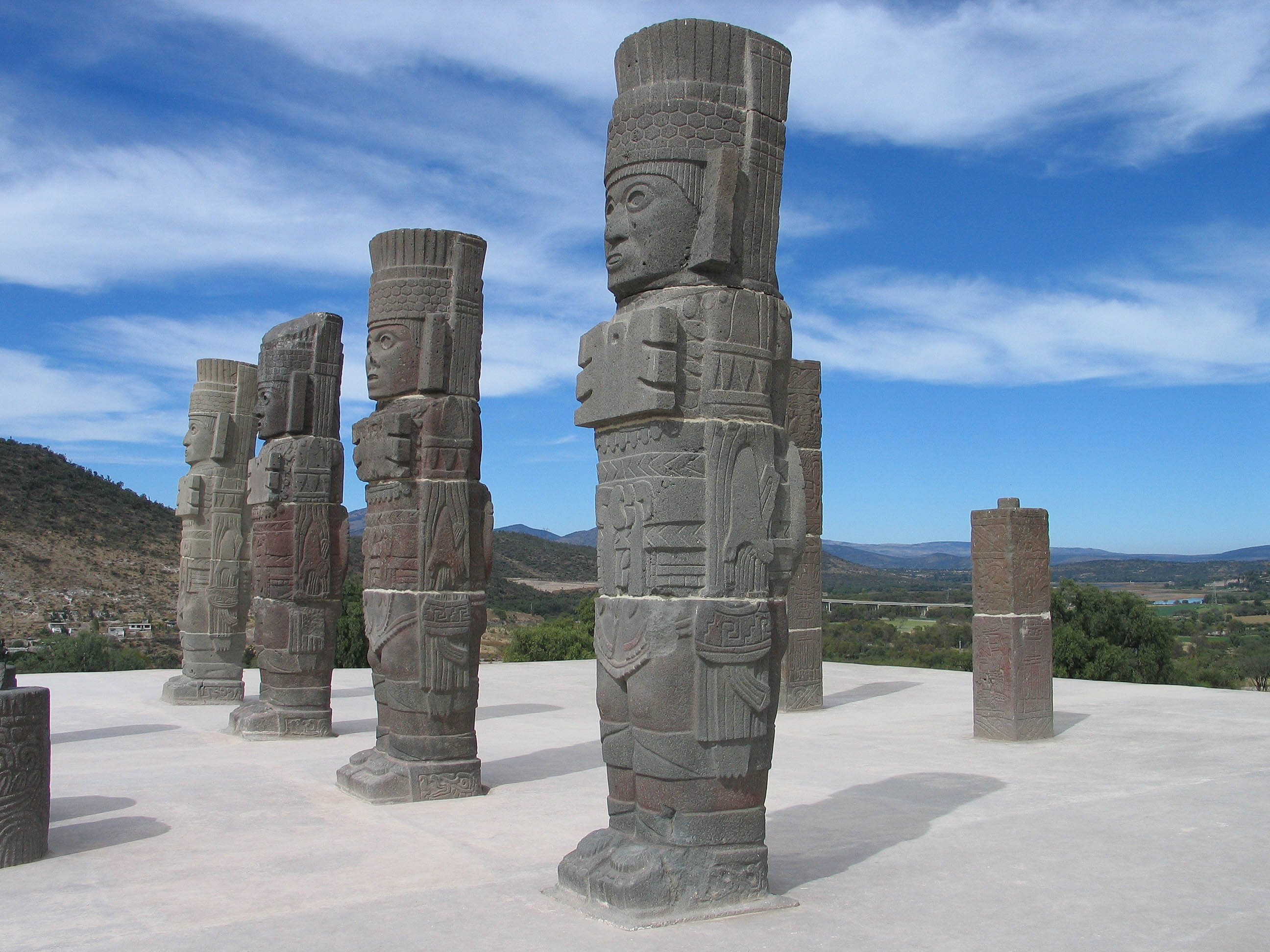
Les Atlantes, colonnes en forme de guerriers Toltèques, à Tula, au sommet du temple de l'Étoile du matin, Vénus.

Parmi les prédécesseurs des Aztèques, les Toltèques sont le peuple qui a le plus influencé leur art. En effet, l'art aztèque s'inspire beaucoup de l'art toltèque et en revendique l'ascendance directe. Les Mexicas décrivent les Toltèques comme les plus prestigieux artistes du passé, inventeurs de la science et des arts, de l'écriture et de la métallurgie, gouvernés par Quetzalcóatl, le sage par excellence, devin des secrets de l'univers, vivant comme un ascète dans de très beaux palais faits d'or, de pierres précieuses et de coquillages.
Tula ou Tollan, décrite comme ville merveilleuse dans les sources, située à 64 kilomètres au nord de Mexico, était la capitale de la nation « militariste » des Toltèques. Ils établirent leur empire au début de la période postclassique, au Xe siècle. Ils formèrent une société austère de guerriers pragmatiques, qui paraissaient plus intéressés par la fonction que par la forme, de sorte qu'ils produisirent peu d'objets luxueux. La céramique la plus appréciée, par exemple, fut la céramique plombée et l'orangée fine importée d'artisans non toltèques qui vivaient sur la côte du Pacifique, près de la  frontière actuelle entre le Mexique et le Guatemala. La céramique plombée, unique céramique vernissée de Mésoamérique a une surface métallique, habituellement gris vert résultant de la vitrification d'une barbotine d'argile durant la cuisson pour obtenir le brillant.
L'architecture et la sculpture toltèques reflètent l'influence de la proche Teotihuacan. Sans doute les esthètes toltèques prétendirent-ils inspirer la crainte en vue d'atteindre l'harmonie spirituelle que recherche la civilisation de Teotihuacan.

## Le mur de serpents et le tzompantli
Le coatepantli, « mur de serpents » en nahuatl, consiste en une frise façonnée en pierre qui montre une succession de serpents poursuivant et dévorant des squelettes. Un autre élément architectural toltèque est le tzompantli, ou « autel de crânes » en nahuatl, une basse plateforme, proche de la pyramide principale pourvue de supports pour empiler ou embrocher les têtes rognées des sacrifices. Le robuste art toltèque fait preuve de vigueur dans les formes qui annonce la suprématie du guerrier sur le prêtre, une vision qui subsistera tout au long de l'ère postclassique mésoaméricain.

## Le temple de Tlahuizcalpantecuhtli
L'édifice principal de l'ancienne capitale toltèque est le temple B ou le temple du « Seigneur de la maison de l'étoile du matin » en nahuatl, qui n'est autre que Quetzalcóatl déguisé en Vénus. Cette « maison de dieu », bâtie à partir de 950 après Jésus-Christ, dans un style influencé par celui de Teotihuacan, se trouve sur le côté nord de la place et est formée d'une base décorée d'un bas-relief et d'un temple situé à son sommet.

## Les arts mineurs et la mosaïque

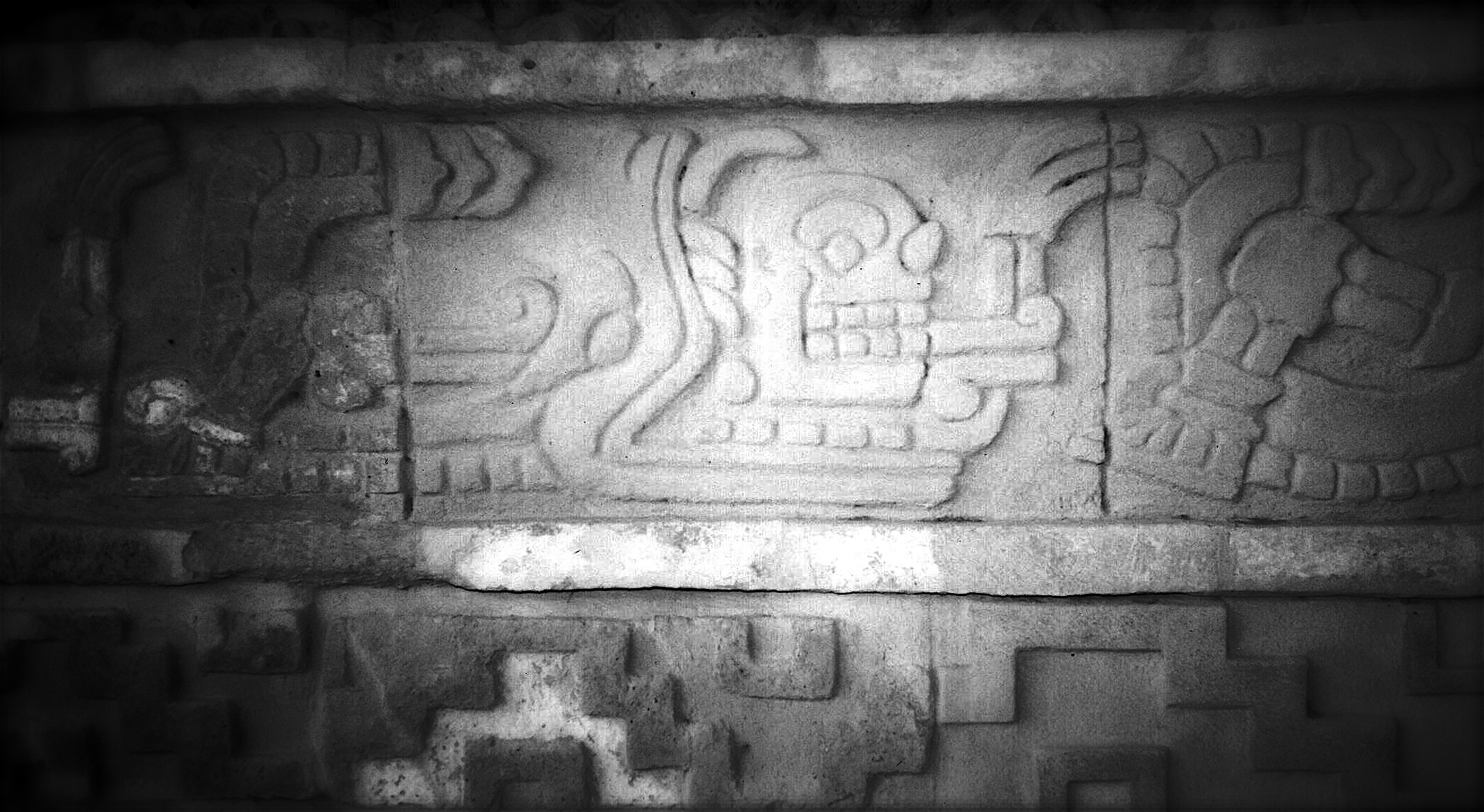
Hiéroglyphes de Tula

Les Toltèques sont connus pour leur dextérité artisanale : ils fabriquent des vases raffinés en albâtre et en cristal de roche, même si les sources les présentent essentiellement comme les inventeurs de la mosaïque. Bien que cette technique soit probablement connue depuis l'époque préclassique, c'est à Tula que les archéologues en ont retrouvé les exemplaires les plus précieux et les plus anciens. Dans le « Palais Brûlé », probablement siège du gouvernement toltèque, au milieu de la pièce principale de l'édifice, à l'endroit pouvant être considéré comme l'« axis mundi » ont été mis au jour, dans un vase en briques crues, 1600 tesselles de coquille Spondylus avec des escargots de mer et de valves de Spondylus, qui forment un pectoral semblable à celui des Atlantes, appelé « cuirasse de Tula ». Trente centimètres plus loin, associé à des éléments marins, on a retrouvé un disque en bois orné de 3000 tesselles de mosaïque en turquoise. Le disque, semblable à des objets trouvés à Chichén Itzá et dans le Templo Mayor (le temple principal de la capitale aztèque), présente un « miroir » de pyrite au centre, autour duquel les tesselles de turquoise sont disposées de manière à former l'image de quatre serpents.

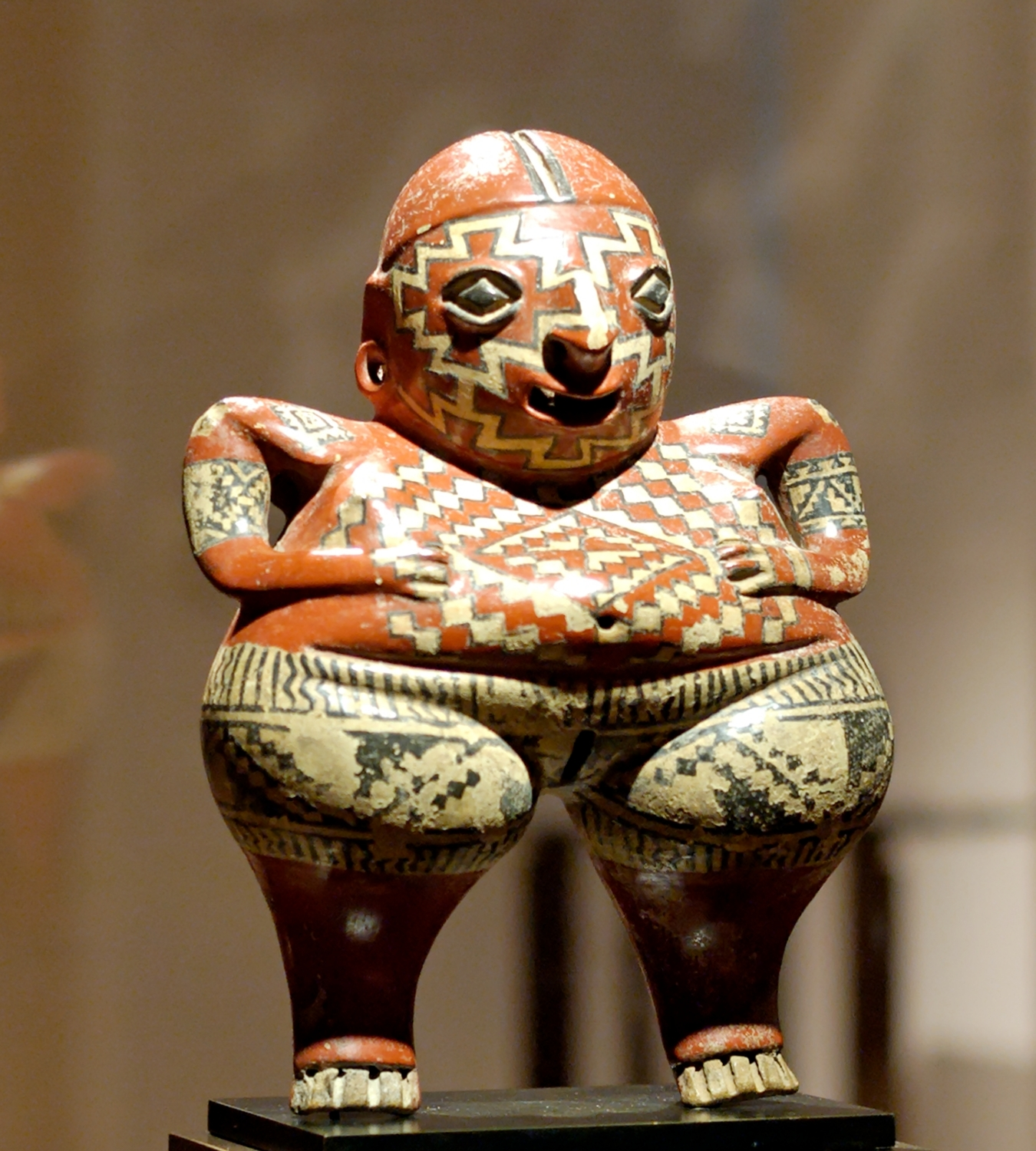
Statuette La Chupicuaro de culture Chupícuaro
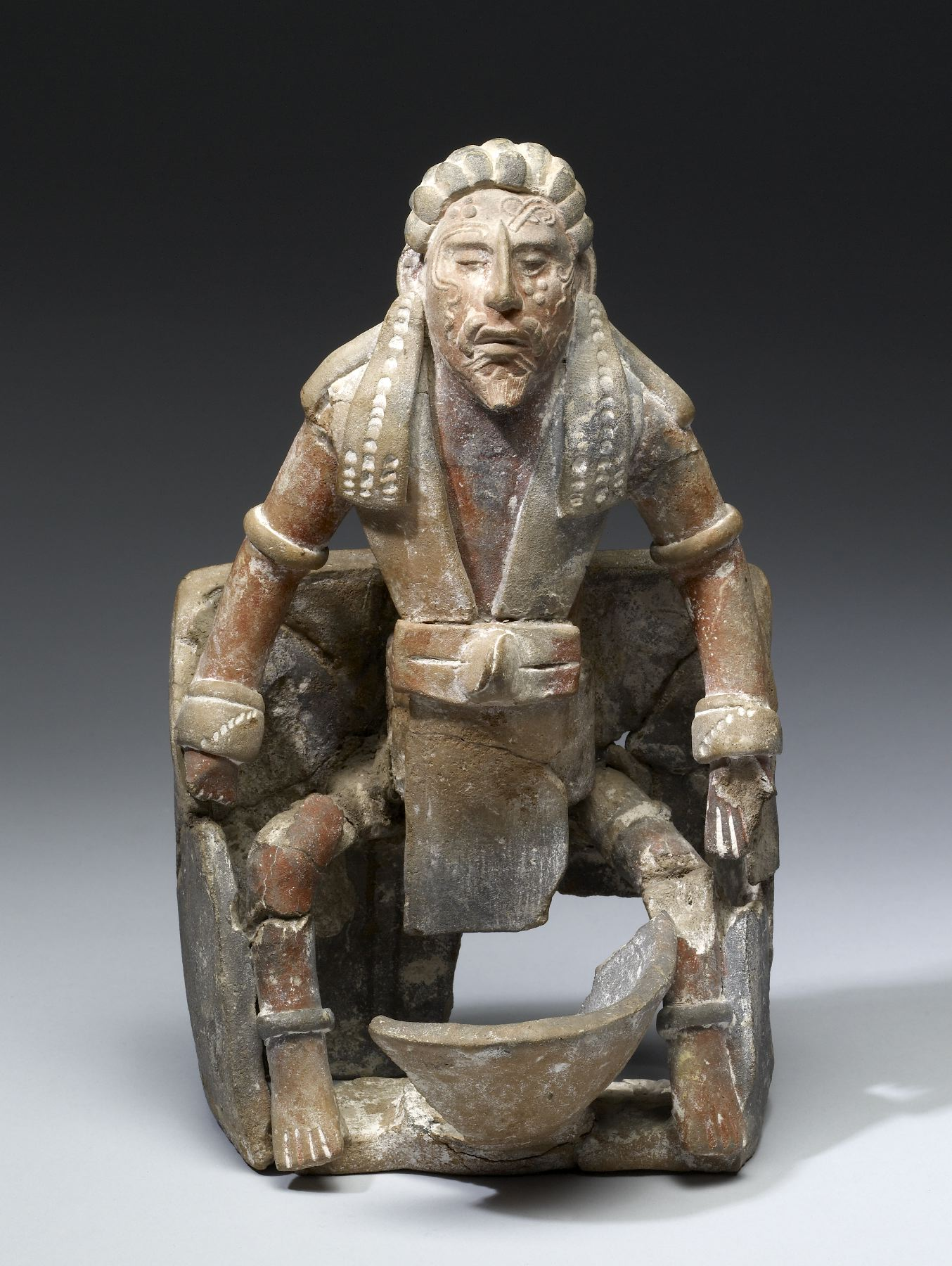
Statue d'homme assis, île de Jaina
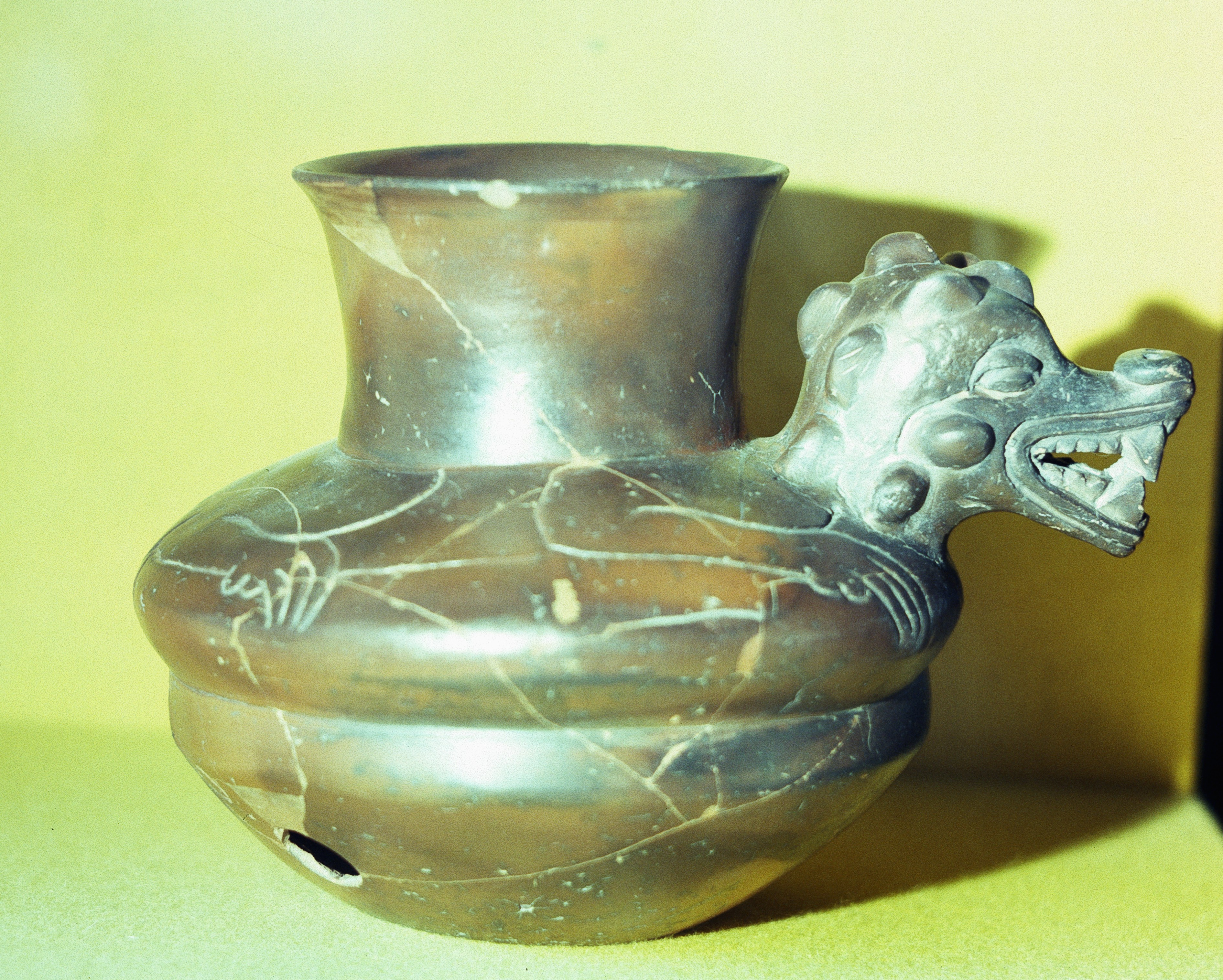
Vase, au plomb, Tula